# Winnifred Harper Cooley
Winnifred Harper Cooley, född 2 oktober 1874 i Terre Haute, Indiana, död 20 oktober 1967, var en amerikansk journalist och feminist. Hon var dotter till Ida Husted Harper.
I likhet med sin mor skrev och föreläste Cooley i skiftande ämnen med särskilt intresse för kvinnofrågor. Hon är främst känd för boken The New Womanhood (1904), en studie över de historiska rötterna till kvinnors personliga frihet och behandlar sådana ämnen som äktenskap, skilsmässa, kooperativt hushåll och tillgång till lönearbete.